# Provocazione fatale
Provocazione fatale è un film del 1990 diretto da Ninì Grassia, che ha curato anche il soggetto, la sceneggiatura e le musiche originali.

## Trama
Kevin Desiago, ufficiale statunitense di stanza a Palinuro, alloggia in una pensione ed entra in rapporti intimi con la proprietaria, ma è contrastato dalla giovane figlia di lei e da una ragazza libica, che attira le sue attenzioni. Poi finisce la crisi tra Stati Uniti d'America e Libia e ognuno ritorna alla propria vita .

## Produzione

### Riprese
Il film è stato girato a Palinuro in provincia di Salerno. Questo è anche il primo dei sette film (tra regia e produzione) in cui Grassia è accreditato come Anthony Grey.

### Cast
Il film è interpretato da Carlo Mucari (è il suo secondo e ultimo film a cui l'attore partecipa, ai film di Ninì Grassia), ed è il quarto film del regista con Saverio Vallone e con Deborah Calì, nel ruolo della figlia della albergatrice. 

## Distribuzione

### Divieti
Il film è vietato ai minori di 18 anni.